# Stomaphis pistacicola
Stomaphis pistacicola är en insektsart som beskrevs av Zhang, G.-x. och Ge-Xia Qiao 1999. Stomaphis pistacicola ingår i släktet Stomaphis och familjen långrörsbladlöss. Inga underarter finns listade i Catalogue of Life.